# Добаш рудогрудий
Доба́ш рудогрудий (Picumnus rufiventris) — вид дятлоподібних птахів родини дятлових (Picidae). Мешкає в Південній Америці.

## Підвиди
Виділяють три підвиди:
- P. r. rufiventris (Bonaparte, 1838) — південна Колумбія, схід Еквадору, північний схід Перу, захід Бразильської Амазонії;
- P. r. grandis Carriker, 1930 — схід Перу (Уануко, Хунін), захід Бразильської Амазонії;
- P. r. brunneifrons Stager, 1968 — північна Болівія.

## Поширення і екологія
Рудогруді добаші мешкають в Колумбії, Еквадорі, Перу, Бразилії і Болівії. Вони живуть у вологих, гірських і заболочених тропічних лісах та в заростях на берегах річок і озер. Зустрічаються на висоті до 1500 м над рівнем моря.